# الطموح الأعمى
الطموح الأعمى (بالتركية: Kuş Uçuşu)‏ هو مسلسل دراما تركي من بطولة بيرجي أكالاي، ميراي دانر وإبراهيم تشيليكول، صدر المسلسل المتكون من 8 حلقات على منصة نتفليكس في 3 يونيو 2022.